# Pedrolino
Pedrolino é um zanni, ou personagem que é um servo na commedia dell'arte. O seu nome é um diminutivo do nome Pedro. É normalmente representado como sendo charmoso, simpático, e boa pessoa, por vezes excessivamente, chegando ao ponto de se culpar por males nunca feitos, e é fácil enganá-lo devido à sua facilidade de confiar nas pessoas. Pode ser violento quando está zangado, mas normalmente os seus esforços para bater ou matar outras personagens são impedidos e sempre sem sucesso. 

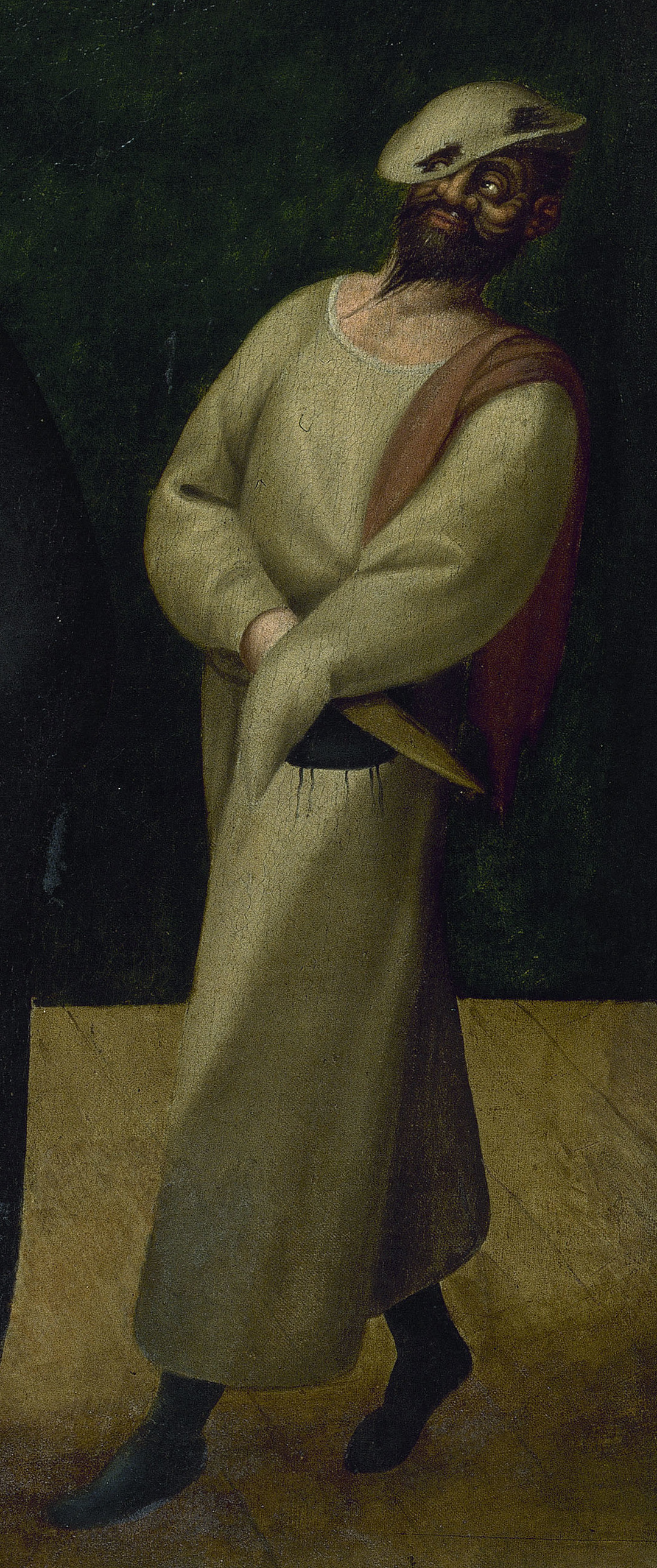
Um zanni da companhia de teatro Gelosi, possivelmente Pedrolino.

Ele usa roupas brancas, que normalmente são demasiado largas, mas também podem ser ajustadas, às vezes com acessórios negros. Tem também um chapéu que pode ser alto e pontiagudo, ou pequeno e cheio até às bordas. Ocasionalmente também tem uma lágrima na cara, e não usa máscara. O ator deve ter a habilidade de ter expressões faciais diferentes, esta tradição tem existido desde pelo menos o começo do século XVII. Às vezes a cara dele é aclarada com pó de arroz ou farinha.
Segundo Pierre Louis Duchartre, o personagem aparece primeiro no século XVI, e pelo seu fato é fácil adivinhar que evoluiu de um Zanni com tarefas gerais. A versão francesa deste personagem chama-se Pierrot, criado pelos Italianos que faziam parte da companhia teatral I Gelosi [carece de fontes?], e no século XIX a ingenuidade e embaraço dele foram destacados nesta versão.

## Variantes
- Pierrot
- Burrattino
- Bertoldo
- Pagliaccio
- Peppe Nappa
- Gian-Farina